# Isabelle Onslow
Pour les articles homonymes, voir Onslow.
Isabelle « Ysel » Onslow, née le 2 février 1874 à Wandsworth et morte après 1959, est une artiste peintre et une auteure-traductrice ayant exercé en France.

## Biographie
Isabelle Maude Onslow naît en 1874 à Wandsworth dans le Grand Londres, de père britannique (Albert George Onslow) et de mère suisse (Constance Marie Bühlmann). Ses parents se marient à Londres en 1872 et à Berne en 1873. Sa sœur cadette Mildred se marie en 1901 à Philadelphie avec l'économiste et diplomate américain d'origine allemande Charles William Auguste Veditz (de).
Elle et sa mère fréquentent à Paris le « Ladies club » de Madame de Marsy. Souvent surnommée « Ysel » dans les Salons, elle est également auteure de recueils littéraires.
Elle est domiciliée à Neuilly-sur-Seine en 1909, puis Villa Aimée à La Garenne (Seine) de 1914 à 1956. Sa mère décède en 1923, son père en 1927 dans le Devonshire.
Depuis les années 1920 jusqu'au milieu des années 1950 au moins, elle fait de nombreux séjours en Valais (Suisse) en compagnie de l'artiste Germaine Boy. Elles y séjournent chez l'habitant dans la commune de Savièse, explorant le canton, et restituant la vie rurale dans leurs œuvres respectives.
Elle meurt après 1959[réf. nécessaire].

### Arts décoratifs

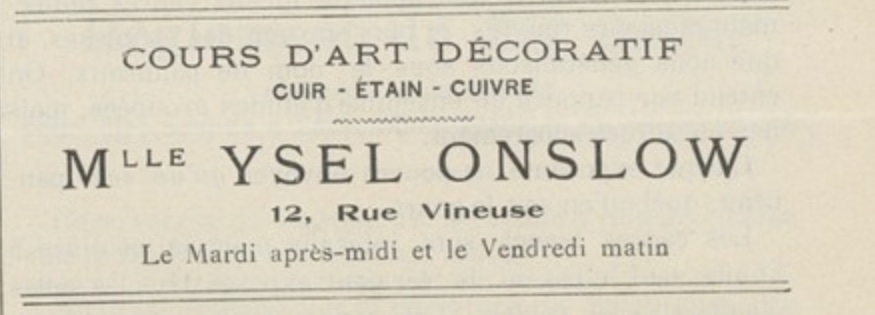
Annonce dans le Bulletin de l'UFPS pour le Cours d'art décoratif d'Isabelle Onslow, 1909.

Elle est élève d'Émile Cagniart, d'Eugène Grasset (lui-même originaire de Suisse), de Ferdinand Humbert et d'Henri-Marcel Magne. En 1908, elle ouvre un atelier au 12, rue Vineuse, où elle loge avec Germaine Boy,,. Aux Salons parisiens, où elle expose de 1906 à 1914, ses œuvres d'art décoratif et d'ornement sont remarquées par la critique, souvent aux côtés de celles de Germaine Boy :
- au salon de l'Union des femmes peintres et sculpteurs en 1906[16], 1908[17],[18] (Coin de chambre d'enfant, buvard en cuir incisé et frise décorative), 1909 (prix Ocampo)[19], 1910 (meubles en bois blanc décorés de cuir et de cuivre, et une vitrine)[20],[21], son inventivité y est remarquée par la critique[22], 1912 (panneaux décoratifs, pendeloques et bonbonnière en argent)[23], 1914 (Lustre à électricité et voilage d'électricité, en cuivre découpé) [24];
- au Salon des artistes français[11] en 1907 (frise pour chambre d'enfants)[25], 1909 (vitrine d'objets d'art en matières diverses), 1910 (vitrine de bijoux et d'objets d'art)[26], 1911 (L'Abîme, panneau brodé), 1912 (panneau brodé et panneau en marqueterie[5]), 1913 (vitrine d'objets d'art), 1914 (vitrine contenant un coffret)[10] ;
- à l'exposition de la Société des artistes décorateurs en 1904, 1907, 1908 (Il était une bergère, frise pour chambre d'enfants)[27] ;
- à l'atelier Blanche Moria en 1911[28] ;
- à l'exposition de la société des Beaux-Arts d'Eure-et-Loir à Chartres en 1911 (prix d'art décoratif)[29].

La critique souligne et décrit en 1908 « le considérable et très intéressant envoi de Mlle Onslow, dont nous avons déjà loué le sens décoratif à propos d’autres expositions et que nous retrouvons ici, occupant une place enviable. L'un de ces envois consistait en un Coin de chambre d'enfant, comprenant : le lit aux panneaux  pyrogravés anges de la vigilance, anges de la prière ; le buffet, panneaux pyrogravés ding dong do, application de cuivre repoussé, ébénisterie exécutée sur modèles de l'artiste par Dietrich, faïences exécutées à Thun ; tapis à jouer pour tout petits, drap appliqué et broderie ; frise : Nous rentrons ! ; étagère, cuir, bois et étain ; plaques de porte, cuivre repoussé ». Elle reçoit en 1909 le prix Ocampo (prix d'art décoratif du salon de l'Union des femmes peintres et sculpteurs),, et est nommée la même année Officier d'Académie. En 1922, elle est membre de l'Union centrale des arts décoratifs.

### Littérature
Proche des milieux littéraires, amie de Daniel-Rops, elle contribue aux ouvrages collectifs de ce dernier (avec des adaptations en anglais) dont Christus, la vie du Christ en cent chefs-d'œuvre, Florilège, 1950 (OCLC 459046363) et Le miracle irlandais, Robert Laffont, 1956 (OCLC 299869357). Elle est invitée en 1955 à sa réception à l'Académie française,.
Elle publie deux recueils, après s'être rendue en Haut-Valais sur les traces de Rainer Maria Rilke et à plusieurs reprises sur sa sépulture à Rarogne :
- Au bord du chemin, prose et chant du grillon, non daté, entre 1932 et 1952 (OCLC 718053892)[13] ;
- Trois visites à Rilke dans la vallée du Rhône, 1951 (OCLC 79662257)[13].

Elle publie également des poèmes dans la revue Ecclesia, dont Daniel-Rops est directeur.

## Postérité
Sa carrière en arts décoratifs est interrompue par le premier conflit mondial. L'artiste est redécouverte à l'occasion de l'exposition Germaine Boy en 2023, pour laquelle l'auteure-compositrice-interprète suisse Milla crée une chanson dédiée aux deux compagnes et intitulée Le Vent du Large, en s'inspirant de l'œuvre éponyme (1911) de Germaine Boy et des poèmes d'Isabelle Onslow.